# Bomis calcuttaensis
Bomis calcuttaensis là một loài nhện trong họ Thomisidae.
Loài này thuộc chi Bomis. Bomis calcuttaensis được miêu tả năm 1981 bởi Biswamoy Biswas & Mazumder.